# Ábrahám Barcsay
Ábrahám Barcsay (ur. 2 lutego 1742 w Simeria Veche, zm. 3 marca 1806 w Săliștei) – węgierski królewski gwardzista przyboczny, jeden z przedstawicieli węgierskiej poezji klasycystycznej.

## Życiorys
Jego rodzina wywodziła się z Siedmiogrodu. W 1762 zaciągnął się do wiedeńskiej gwardii cesarskiej. Walczył z Francją i w VIII wojnie austriacko-tureckiej. Po zakończeniu kariery wojskowej przeszedł w stan spoczynku. W 1794 został aresztowany i uwięziony za udział w siedmiogrodzkim tajnym stowarzyszeniu jakobińskim, co związane było z rozbiciem spisku Ignjata Martinovića. Po zwolnieniu z więzienia poświęcił się pracy we własnym gospodarstwie rolnym.

## Twórczość poetycka
Jego twórczość pozostawała pod wpływami francuskiego Odrodzenia, co było charakterystyczne dla innych poetów i pisarzy służących we wiedeńskiej gwardii cesarskiej (np. György Bessenyei, Lőrinc Orczy, czy Sándor Báróczi). Część z jego utworów ukazała się w tomie Towarzystwa Györgya Bessenyeiego w 1777. Inne zostały wydane przez Miklósa Révaia we wspólnym tomie z wierszami Orczy'ego zatytułowanym Két nagyságos elmének költeményes szüleményei. Orczy Lőrinc és Barcsay Ábrahám verses levelezése (1789). Autor głosił w swoich dziełach kult nauki oraz postępu, ganił kolonializm, a także wychwalał zalety powrotu do natury, w tym pomysły głoszone przez Jeana-Jacquesa Rousseau. Niektóre z jego utworów charakteryzuje zwątpienie filozoficzne.